# Extenzionalitási axióma
Az extenzionalitási axióma (röviden: extenzionalitás; olykor: meghatározottsági axióma) a halmazelméleti axiómarendszerek tipikus axiómája:
Ha az x és az y halmaznak pontosan ugyanazok az elemei, akkor x és y ugyanaz a halmaz.
{\displaystyle \forall x\forall y\,(\forall z\,(z\in x\leftrightarrow z\in y)\rightarrow x=y)}
Általában úgy tartják, hogy ez az axióma fejezi ki a halmazfogalom lényegét: a halmazokat meghatározzák az elemeik.

## Változatok
- Az axiómát olykor a megfordításával együtt mondják ki:

Az x és az y halmaznak akkor és csak akkor pontosan ugyanazok az elemei, ha x és y ugyanaz a halmaz.
{\displaystyle \forall x\forall y\,(\forall z\,(z\in x\leftrightarrow z\in y)\leftrightarrow x=y)}
Ez a megfogalmazás azonban redundáns; a megfordítás ugyanis logikai igazság.
- A halmazelméleti axiómarendszereket olykor azonosságjel-mentes elsőrendű nyelven vezetik be. Ilyenkor az extenzionalitási axióma a halmazegyenlőség definíciójává válik (a megfordításával együtt kimondott változatában).
- Atomos halmazelméletekben az axióma a következő, gyengébb formát veszi fel:

{\displaystyle \forall x\forall y\,((\mathrm {m} (x)\land \mathrm {m} (y)\land \forall z\,(z\in x\leftrightarrow z\in y))\rightarrow x=y)}
({\displaystyle \mathrm {m} (x)} rövidíti azt, hogy x halmaz.) A gyengítésre azért van szükség, hogy különbséget lehessen tenni az atomok között. Erre a változatra gyenge extenzionalitásként szoktak hivatkozni.
- Osztályrealista halmazelméletekben (például az NBG-ben) általában valódi osztályokra is kiterjesztik az axiómát.
- Andrzej Kisielewicz különös kétepszilonos halmazelméletének (double extension set theory) különféle változatai a következő formában mondják ki az extenzionalitási axiómát:

{\displaystyle \forall x\forall y\,(\forall z\,(z\in x\leftrightarrow z\,\mathop {\epsilon } \,y)\rightarrow x=y)}
(Itt {\displaystyle \in } és {\displaystyle \epsilon } két különböző tartalmazási reláció.) Ez az egyetlen ismert példa olyan halmazelméletre, amely lényegesen eltér a szokásos extenzionalitási axiómától.